# 想い出通り
「想い出通り」（おもいでどおり）は、南沙織通算15枚目のシングル。1975年4月21日発売。発売元はCBS・ソニー。

## 解説
「アイビールック」「そこらのして歩いた」など、歌詞の中に時代がかった言葉が並んでいる。軽快なアレンジは萩田光雄によるもので、シングルA面曲初起用となった。
PV集『Hello!Cynthia』（1984.11.21）にはミュージック・ビデオが収録されており、ウェーブがかったヘアスタイルのシンシアが見られる。

## 収録曲
両楽曲とも、作詞: 有馬三恵子、作曲: 筒美京平
1. 想い出通り（2:37）
  - 編曲: 萩田光雄
2. ご無沙汰（4:02）
  - 編曲: 筒美京平

## 収録作品（LP・CD）
- 想い出通り

南沙織デラックス
南沙織ヒット全曲集 -1975年版-
Best of Best 南沙織のすべて
南沙織ヒット全曲集 -1976年版-
シンシアのハーモニー
シンシア・ラブ
シンシア・メモリー
THE BEST / 南沙織 -1982年版-
THE BEST / 南沙織 -1978年11月版-
THE BEST / 南沙織 -1979年11月版-
THE BEST / 南沙織 -1980年版-
THE BEST / 南沙織 -1982年版-
南沙織のすべて
南沙織ベスト・コレクション
南沙織ベスト Recall 〜28 SINGLES SAORI + 1〜
Cynthia Memories
GOLDEN J-POP/THE BEST 南沙織
CYNTHIA ANTHOLOGY
GOLDEN☆BEST 南沙織 筒美京平を歌う
南沙織 THE BEST 〜 Cynthia-ly
ドーナツ盤型12cmCDコレクション
Cynthia Premium
GOLDEN☆BEST 南沙織 コンプリート・シングルコレクション
南沙織 スーパー・ヒット
ゴールデン☆アイドル 南沙織
CYNTHIA ALIVE
- 想い出通り -Live #1-

Good-bye Cynthia
Cynthia Memories
- ご無沙汰

Cynthia Memories
CYNTHIA ANTHOLOGY
GOLDEN☆BEST 南沙織 筒美京平を歌う
ドーナツ盤型12cmCDコレクション
Cynthia Premium
ゴールデン☆アイドル 南沙織

## カヴァー
- 川島なお美（1982年） - アルバム『ハロー!』収録。